# 南区 (浜松市)
南区（みなみく）は、かつて存在した浜松市を構成する7つの行政区のうちの1つ。浜松市の東南部、南部をその区域としている。スズキや共和レザー、THKリズム、エンシュウの本社が存在していた。
2024年1月1日に区の統合・再編が行われ、全域が中央区へ移行された。
以下の記述は、再編時点でのものである。

## 概要

### 沿革
- 1970年（昭和45年） - 後の区内に温水プールが完成。
- 1985年（昭和60年） - 後の区内に浜松まつり会館が完成。

### 行政区域の沿革
- 1889年（明治22年）4月1日 - 町村制の施行により、後の本区域に敷知郡白脇村、浅場村、新津村、長上郡飯田村、芳川村、河輪村、五島村が発足。
- 1896年（明治29年）4月1日 - 郡制の施行のため、各村が浜名郡の所属となる。
- 1904年（明治37年）12月14日 - 白脇村の一部（浜松寺島、浜松八幡地、龍禅寺）が浜松町に編入。
- 1908年（明治41年）10月1日 - 浅場村の一部（浅田・伊場・海老塚・東鴨江）が浜松町に編入。
- 1910年（明治43年）3月28日 - 浅場村が入野村の一部（高塚）を編入。
- 1914年（大正3年）3月10日 - 浅場村が可美村に改称。
- 1939年（昭和14年）7月1日 - 白脇村が浜松市に編入。
- 1949年（昭和24年）4月1日 - 可美村の一部（明神野・東明神野）が浜松市に編入。
- 1951年（昭和26年）3月23日 - 新津村・河輪村・五島村が浜松市に編入。
- 1954年（昭和29年）7月1日 - 芳川村・飯田村が浜松市に編入。
- 1991年（平成3年）5月1日 - 可美村が浜松市に編入。
- 2007年（平成19年）4月1日 - 浜松市の政令指定都市移行に伴い、南区が発足。
- 2024年（令和6年）1月1日 - 浜松市の行政区再編により、中央区の一部となる。同日南区廃止。

### 面積
南区の面積は、発足する7つの行政区の中では5番目に大きく、47.02平方キロメートルとなっている。東区、西区、中区と境界を接している。

### 人口
2010年に行われた国勢調査時点の南区の人口は10万2381人で、7区の中では4番目に多い（つまり7区の中で真ん中の）人口となっている。

## 地区構成
五島地区
（江之島町、福島町、西島町、松島町、元鶴島町）
田畑が多く、田園風景が広がる。遠州灘と天竜川の河口が近くにあることから海からの風が強い地域でもある。鶴島町は、松島町に合併された。南区役所の所在地。
白脇地区
（白羽町、寺脇町、三島町、中田島町など）
中田島町には中田島海浜公園があり、浜松まつりの凧揚げの開催地ともなる。
新津地区
（新橋町、米津町、小沢渡町、倉松町、法枝町など）
国道1号沿いに流通倉庫が増えつつある。地区の中心を走る静岡県道316号舞阪竜洋線の沿線に集落が広がる。米津浜の台場跡が有名である。法枝町には、能力開発短大が所在している。
飯田地区
（飯田町、新貝町など）
国道1号と天竜川沿いの地域で、田園の多く残る地域。飯田街道や国道1号沿いには商店や工場も見られる。
芳川地区
（芳川町、本郷町、古川町など）
国道150号線（掛塚街道）沿いに古くからの商店や住宅が並ぶ。南区の中では有数の商業地区である。最近は在日ブラジル人の居住者が増えている。
河輪地区
（河輪町、西町、東町など）
国道150号沿いに商店や住宅が密集しているが、天竜川沿いには田畑が多く残る。
可美地区
（高塚町、増楽町、若林町、東若林町）
旧可美村地区。国道257号線沿いやJR東海道本線の高塚駅付近に住宅や商店が数多く集まっている。自動車メーカーのスズキ本社がある。南側には田畑などの農地もみられる。

## 行政

### 南区役所
区役所は、江之島町の旧サンビーチ浜松（ソフトボール場）に設置。2007年4月、区の設置に伴い新設された。

### 協働センター・市民サービスセンター
- 南陽協働センター （下江町）
- 五島協働センター （福島町）
- 白脇協働センター （寺脇町）
- 新津協働センター （新橋町）
- 可美協働センター（増楽町）
- 可美市民サービスセンター （若林町）＜＜旧可美村役場
- 飯田市民サービスセンター （飯田町）

## 公共機関

### 県の施設
- 静岡県浜松東警察署（本署は中区相生町）
  - 可美公園前交番（若林町）
  - 白脇交番（白羽町）
  - 鶴見交番（南区鶴見町）
  - 富屋町交番 （南区富屋町）
  - 芳川町交番（芳川町）
  - 卸本町駐在所（法枝町）
- 西遠浄化センター（松島町）

### 市の施設
- 浜松市南消防署（中区森田町）
  - 芳川出張所（南区四本松町）
  - 白脇出張所（白羽町）
- 浜松市天文台（福島町）
- 緑化推進センター（大塚町）
- 老人福祉センター江之島荘（江之島町）
- 老人福祉センター可美荘（増楽町）
- 老人福祉センター青龍荘（青屋町）
- 東部保健福祉センター（青屋町）
- アンサンブル江之島（江之島町。福祉協働センター）

### 郵便
南区では、浜松西郵便局と浜松東郵便局が郵便物の配達を受け持っている。

## 観光
- 天竜川
- 中田島砂丘 - 日本3大砂丘の一つ。
- 浜松まつり - 区内の遠州灘海浜公園は大凧揚げの会場となる。
- スズキ歴史館

## 文化施設・公園など
- 可美公園 （増楽町）
- 可美公園総合センター （増楽町）
- 中田島海浜公園（中田島町）
- 風車公園（中田島町）
  - サンクチュアリネイチャーセンター
- 天竜川緑地 （鶴見町）
- 浜松まつり会館（中田島町）
- 浜松市立図書館
  - 南陽図書館（下江町）
  - 可新図書館（小沢渡町）

## 健康

### 平均年齢
2015年（平成27年）10月1日時点における南区民の平均年齢は次のとおりである。
- 全体 - 44.89 歳
  - 男性 - 43.53 歳
  - 女性 - 46.26 歳

### 医療施設
- 医療法人社団綾和会 浜松南病院（白羽町）
- 医療法人社団あずま会 浜松東病院 （福島町）
- 医療法人好生会 三方原病院 （小沢渡町）
- 医療法人弘遠会 すずかけセントラル病院 （田尻町）

## 教育

### 高等学校
- 静岡県立浜松南高等学校
- 静岡県立浜松江之島高等学校

### 中学校
- 浜松市立東部中学校
- 浜松市立新津中学校
- 浜松市立南陽中学校
- 浜松市立江南中学校
- 浜松市立東陽中学校
- 浜松市立可美中学校

### 特別支援学校
- 静岡県立浜松特別支援学校

### 小学校
| - 浜松市立白脇小学校 - 浜松市立新津小学校 - 浜松市立河輪小学校 | - 浜松市立芳川小学校 - 浜松市立飯田小学校 - 浜松市立砂丘小学校 | - 浜松市立芳川北小学校 - 浜松市立可美小学校 - 浜松市立南の星小学校 |

### 幼稚園
| - 浜松市立南の星幼稚園 - 浜松市立芳川幼稚園 - 浜松市立白脇幼稚園 | - 浜松市立飯田幼稚園 - 浜松市立可美幼稚園 - 河輪幼稚園 | - 美波幼稚園 - あすなろ幼稚園 |

### 学校教育以外の施設

#### 認定こども園（幼保連携型）
| - 遊歩の丘みなみプレスクール - 若林こどもの園 - はぁもにぃこども園 - たかつか光こども園 | - ハローこども園 - なかよしこども園 - 平和こども園 - 太陽第二こども園 | - 太陽こども園 - ずだじこども園 |

#### 保育園
（認可保育所のみ掲載）
- 浜松市立可美保育園
- エオスプレスクール

## 交通

### 鉄道
- 東海旅客鉄道（JR東海）
  - 東海道本線
    - 高塚駅

※ その他、天竜川駅付近で南区を一部通過している。
※ また、東海道新幹線が掛川駅 - 浜松駅間および浜松駅 - 豊橋駅間で南区を通過しており、後者では浜松工場への分岐線もある。

### バス
- 遠州鉄道バス

### 道路
- 国道
  - 国道1号線（浜松バイパス）
  - 国道150号線（掛塚街道、遠州大橋通り）
  - 国道257号線
- 県道
  - 静岡県道313号笠井飯田線
  - 静岡県道315号五島天竜川停車場線
  - 静岡県道316号舞阪竜洋線
  - 静岡県道317号米津東若林線
  - 静岡県道326号高塚停車場入野線
  - 静岡県道327号高塚停車場線
  - 静岡県道344号二俣浜松線

## 本社を置く企業

### 東証上場企業
- スズキ (企業)
- 共和レザー
- エンシュウ
- ハマキョウレックス
- ASTI

## 区内の町
- 飯田（いいだ）地区
  - 青屋町（あおやちょう）
  - 飯田町（いいだちょう）
  - 大塚町（おおつかちょう）
  - 三和町（さんわちょう）
  - 下飯田町（しもいいだちょう）
  - 新貝町（しんがいちょう）
  - 鶴見町（つるみちょう）
  - 渡瀬町（わたせちょう）
- 可美（かみ）地区
  - 増楽町（ぞうらちょう）
  - 高塚町（たかつかちょう）
  - 東若林町（ひがしわかばやしちょう）
  - 若林町（わかばやしちょう）
- 河輪（かわわ）地区
  - 河輪町（かわわちょう）
  - 三新町（さんしんちょう）
  - 富屋町（とみやちょう）
  - 長田町（ながたちょう）
  - 西町（にしまち）
  - 東町（ひがしまち）

- 五島（ごとう）地区
  - 江之島町（えのしまちょう）
  - 遠州浜（えんしゅうはま）[注釈 1]：一丁目～四丁目
  - 西島町（にしじまちょう）
  - 福島町（ふくしまちょう）
  - 松島町（まつしまちょう）
- 白脇（しらわき）地区
  - 瓜内町（うりうちちょう）
  - 白羽町（しろわちょう）
  - 寺脇町（てらわきちょう）
  - 中田島町（なかたじまちょう）
  - 福塚町（ふくづかちょう）
  - 三島町（みしまちょう）
  - 楊子町（ようずちょう）
- 新津（しんづ）地区
  - 卸本町（おろしほんまち）
  - 倉松町（くらまつちょう）
  - 小沢渡町（こざわたりちょう）
  - 田尻町（たじりちょう）
  - 堤町（つつみちょう）
  - 新橋町（にっぱしちょう）
  - 法枝町（のりえだちょう）
  - 米津町（よねづちょう）

- - 石原町（いしはらちょう）
  - 老間町（おいまちょう）
  - 大柳町（おおやぎちょう）
  - 恩地町（おんじちょう）
  - 金折町（かなおりちょう）
  - 御給町（ごきゅうちょう）
  - 参野町（さんじのちょう）
  - 四本松町（しほんまつちょう）
  - 下江町（しもえちょう）
  - 頭陀寺町（ずだじちょう）
  - 西伝寺町（せいでんじちょう）
  - 立野町（たてのちょう）
  - 都盛町（つもりちょう）
  - 鼡野町（ねずみのちょう）
  - 古川町（ふるかわちょう）
  - 芳川町（ほうがわちょう）
  - 本郷町（ほんごうちょう）
  - 安松町（やすまつちょう）